# Hercule et Sherlock
Hercule et Sherlock és una comèdia francesa dirigida per Jeannot Szwarc el 1996, i estrenada el 1996.

## Argument
Antoine Morand, cap de la falsa moneda, està a punt de prendre possessió d'una caixa plena de falsos bitllets al moll de Marsella quan arriba la policia. És ficat a la presó. Des de la seva cel·la, té la idea de demandar a Bruno i a Vincent, dos dels seus homes, de segrestar dos gossos especialitzats en falsa moneda, Hercule i Sherlock, que els portarà a la caixa dels falsos bitllets.

## Repartiment
- Christophe Lambert: Vincent.
- Richard Anconina: Bruno.
- Philippine Leroy-Beaulieu: Marie.
- Roland Blanche: Antoine Morand.
- Béatrice Agenin: Nicole Morand.
- Laurent Gendron: Daniel.
- Benjamin Rataud: Michel.
- Michel Crémadès: Lucien, l'oficial de presons.
- Jean-Claude Dumas: Vidal.
- Stéphane Bari: François Lemaire.
- Stéphane Bault: Brètol.
- Didier Brice: Gilles.
- Michel Carliez: Traficant.
- Vince Castello: Home.
- Jacques Chauvin: Periodista 2.
- Antoine Coesens: Inspector de policia.
- Norbert Daverio: Policia d'uniforme.
- Marc De Negri: Advocat del divorci.
- Guido Fiori: Tino.
- Jacques Germain: Robin.
- Hervé Goubier: Periodista 1.
- Rachid Hafassa: Eric.
- Michel Hulot: Bibop.
- Jean-paul Journot: Propietari del gos.
- Naël Kervoas: Sylvie.
- Gérard Lacombe: Charlier.
- Yves Michel: Hervé.
- Jean Nehr: Jutge.
- Georges Neri: Taxista.

## Al voltant de la pel·lícula
- Simpàtica comèdia basada en les peripècies de dos curiosos individus amb dos gossos. Farà les delícies de grans i petits amb escenes plenes d'humor, on els divertits protagonistes se les veuen amb uns animals que se les saben totes.[2]
- Si Hercule et Sherlock és la primera pel·lícula on constitueixen un veritable duo, els actors Christophe Lambert i Richard Anconina ja van treballar junts a diverses pel·lícules al començament dels anys 1980: Le Bar du téléphone  (Claude Barrois, 1980), Asphalte  (Denis Amar, 1981) i Paroles et Musique  (Elie Chouraqui, 1984).
- Com prova el títol de la pel·lícula, els gossos Hercule i Sherlock (anomenats, en realitat, Pogo i Picasso) són les estrelles de la pel·lícula all costat de Christophe Lambert i Richard Anconina. Hercule i Sherlock s'uneix així a la llarga llista de pel·lícules on els gossos tenen un paper important.[3]